# Hopsten
Hopsten – miejscowość i gmina położona w Niemczech, w kraju związkowym Nadrenia Północna-Westfalia, w rejencji Münster, w powiecie Steinfurt.

## Współpraca
Miejscowości partnerskie:
- Lychen, Brandenburgia
- Noves, Francja